# Dzavhanmandal
Dzavhanmandal (mongoliska: Завханмандал Сум, Завханмандал) är ett distrikt i Mongoliet.   Det ligger i provinsen Dzavchan, i den västra delen av landet, 900 km väster om huvudstaden Ulaanbaatar.